# Teoria a molti corpi
La teoria a molti corpi (Many-body theory), anche nota come teoria perturbativa a molti corpi e più propriamente teoria quantistica dei campi a molti corpi, è una teoria quantistica dei campi indirizzata alla risoluzione del problema a molti corpi. La teoria trova applicazioni generalizzate nella fisica, in particolare nella fisica della materia condensata (sistemi a molti elettroni), così come nella fisica nucleare (studio dei nuclei atomici contenenti più di un costituente elementare).

## Descrizione
Come tutte le teorie quantistiche di campo, la teoria a molti corpi si basa sul formalismo di seconda quantizzazione e sull'introduzione come grado di libertà fondamentale della funzione di Green o propagatore. Per questo motivo è anche nota come teoria delle funzioni di Green. I vantaggi di un trattamento in teoria dei campi per il problema a molti corpi, sono:
1. Si evitano indici che corrono sul numero totale (grande) di particelle del sistema;
2. Simmetrizzazione bosonica o antisimmetrizzazione fermionica automaticamente imposti;
3. È possibile trattare sistemi a numero variabile di particelle;
4. Il grado di libertà fondamentale della teoria è la funzione di Green {\displaystyle G(rt,r't')} o propagatore, funzione di due sole variabili spazio-temporali rt, invece della più complicata funzione d'onda a molti corpi del sistema {\displaystyle \Psi (t,r_{1},\ldots ,r_{N})}, funzione di N variabili spaziali, corrispondenti alle coordinate spaziali delle N particelle del sistema.

Grazie all'ultima proprietà, si realizza una semplificazione notevole rispetto a teorie basate sulla funzione d'onda a molti corpi, quali la teoria Hartree-Fock o l'interazione di configurazione. La funzione di Green contiene tutta la fisica del sistema. Tutte le osservabili sia di stato fondamentale sia di stato eccitato possono essere estratte dalla funzione di Green.